# Immutabilitat (teologia)
La immutabilitat de Déu és un atribut que "Déu és immutable en el seu caràcter, voluntat i promeses d'aliança".
El Catecisme Menor de Westminster diu que "[Déu] és un esperit, l'ésser, la saviesa, el poder, la santedat, la justícia, la bondat i la veritat són infinits, eterns i immutables". Aquestes coses no canvien. Diverses Escriptures donen fe d'aquesta idea (com ara Num 23:19; 1 Sam 15:29; Sal 102:26; Mal 3:6; 2 Tim 2:13; Heb 6:17-18; Jam 1:17)
La immutabilitat de Déu defineix tots els altres atributs de Déu: Déu és immutablement savi, misericordiós, bo i amable. El mateix es pot dir del coneixement de Déu: Déu és totpoderós/omnipotent (que té tot el poder), Déu és omnipresent (present a tot arreu), Déu és omniscient (ho sap tot), eternament i immutablement. La infinitat i la immutabilitat en Déu es donen suport mútuament i s'impliquen mútuament. Un Déu infinit i canviant és inconcebible; de fet, és una contradicció en la definició.